# Gaffeln, häxan och draken
Gaffeln, häxan och draken är den första boken i Historier från Alagaësia-serien av Christopher Paolini. Den publicerades den 31 december 2018. Den består av tre noveller, varav den andra skrevs av Paolinis syster, Angela.
Gaffeln, häxan och draken innehåller nya rollfigurer och några som redan introducerats i originalserien och berättar om de många utmaningarna Eragon och Saphira står inför.